# Harangozó Gyula (táncművész, 1956)
Ifj. Harangozó Gyula (Budapest, 1956. május 4. –) Kossuth-díjas magyar táncművész, koreográfus, rendező.

## Életpályája
Szülei Harangozó Gyula (1908-1974) koreográfus és Hamala Irén (1921-1997) balettművész volt. Tánctanulmányait az Állami Balettintézetben kezdte 1966-1974 között, majd a Moszkvai Nagyszínház Balettakadémiáján folytatta, ahol kitűnő eredménnyel diplomázott, 1976-ban. Ezután rögtön a Magyar Állami Operaház művésze, majd 1978-1985 között magántáncosa lett. 1981-1991 között a Bécsi Staatsoper első szólótáncosa, 1981-1989 között pedig a müncheni Bajor Állami Operaház állandó vendégszólistája. 1992-től négy éven át nemzetközi balettmenedzserként tevékenykedett, ez idő alatt többek között bemutatta a „Balett Csillagai” nemzetközi gálaműsorokat Bécsben, Lausanne-ban, Frankfurtban és Kölnben, valamint az Orosz Balett Csillagai műsort Belgiumban és Szlovákiában. Egyik alapítója és művészeti vezetője volt a Duna Balett nemzetközi együttműködésnek, valamint alapító tagja és művészeti igazgatója 1993-2005 között a Világsztárok az Operában című nemzetközi balettgáláknak, a Magyar Állami Operaházban. 1999-2001 között a Magyar Táncművészek Szövetségének elnöki tisztségét töltötte be. 1995-től 2005-ig a Magyar Nemzeti Balett igazgatójaként, majd 2005-2010 között a bécsi Staatsoper és a Volksoper balettegyütteseinek és a Staatsoper balettiskolája igazgatójaként dolgozott. 2013 óta a Szegedi Szabadtéri Játékok művészeti igazgatója.

## Magánélete
Feleségével, kislányával (Amira Csinszka) és két nevelt lányával (Szonja Petrával és Vanda Noával) Budapesten él. Családja és barátai körében Gimi a beceneve.

## Színpadi szerepei, koreográfiái, rendezései
- id.Harangozó Gyula: Coppélia - Ferenc
- F.Ashton: A rosszul őrzött lány - Colas
- Fodor A.: Rossiniana
- Seregi L.: Változatok egy gyermekdalra
- Seregi L.: A fából faragott királyfi - királyfi
- Seregi L.: A fából faragott királyfi - fabábu
- Seregi L.: Sylvia - Amintas
- M.Baryshnikov: Don Quijote - Basil
- R.Nurejev: Don Quijote - Basil
- R.Nureyev: Csipkerózsika - herceg
- R.Nurejev: A hattyúk tava - herceg
- P.Wright: A hattyúk tava - herceg
- P.Darrel: A hattyúk tava - herceg
- V.Vainonen: A Diótörő - herceg
- J.Neumeier: A Diótörő - herceg
- R.Nurejev: A Diótörő - herceg
- A.Alonso: Giselle - Albert
- P.Wright: Giselle - Albert
- J.Cranko: Rómeó és Júlia - Rómeó
- J.Cranko: A makrancos hölgy - Petrucchio
- M.Bejart: A tűzmadár - Tűzmadár
- G. Balanchine: Agon, Serenade, Syphony in C
- Y.Vámos: Coppelia - Franz
- F.Barbay: Daphnis und Cloë - Dorkon
- B.Bienert: A félkegyelmű - Miskin
- M.Fokin: Chopiniana - a férfi
- M.Fokin: A rózsa lelke - a rózsa lelke
- G.Veredon: Gaǐté parisienne - a magyar tiszt

### Koreográfiái
- Kocsák - Hófehérke és a hét törpe (Magyar Állami Operaház 2004, Észt Nemzeti Opera Tallinn 2007, Rosztovi Zenés Színház Oroszország 2012, West Australian Ballet Perth Ausztrália 2014, Szegedi Szabadtéri Játékok 2019, 2020)
- Bécsi Operabál (Wiener Staatsoper 2006, 2007)
- Csajkovszkij - Diótörő (Wiener Staatsoper 2007, Wiener Volksoper 2008)
- Minkus - Don Quijote (Magyar Állami Operaház 1999, Szerb Nemzeti Színház Újvidék 2010)
- Theodorákisz -  Zorba (a Győri Nemzeti Balett társulata 2012, Szegedi Szabadtéri Játékok 2014)
- Csajkovszkij - Diótörő az arénákban (2016)
- Csajkovszkij - Diótörő (Budapesti Operettszínház 2019)

### Rendezései
- Brown - Freed - Ének az esőben musical (Szegedi Szabadtéri Játékok 2016, Budapesti Operettszínház 2017)
- Verdi - Rigoletto (Szegedi Szabadtéri Játékok 2018)

## Díjai, kitüntetései
- Legjobb fiatal táncos díja(1977 - III. Nemzetközi Moszkvai Balettverseny)
- Aranyérem és a Legjobb férfi táncos díja (1978 - II. Tokiói Nemzetközi Balettverseny)
- Az év táncművésze (1981)
- Az év művésze (1983 - Münchenben)
- A Magyar Köztársasági Érdemrend tisztikeresztje (2000)
- Érdemes művész (2004)
- A Halhatatlanok Társulatának örökös tagja (2006)
- Osztrák Érdemkereszt a tudományért és művészetért (2010)
- Kossuth-díj (2012)
- A Magyar Táncművészeti Főiskola Tiszteletbeli főiskolai tanára (2015)
- A Magyar Állami Operaház örökös tagja (2021)[4]